# روباه نه‌دم

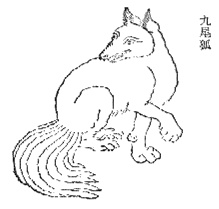
موجودی که با نام روباه نه دم (九尾狐) در شان های جینگ ظاهر می شود، در نسخه‌ای از سلسله چینگ به تصویر کشیده شده است

روباه نه دم یا روح روباه (چینی: 狐狸精 ؛ پینیین: húlijīng) یک موجود شبیه روباه اما با ۹ دم است و از اساطیر چینی نشات گرفته است و یک نقش رایج در اساطیر آسیای شرقی (چین، کره، ژاپن، ویتنام) است. او از آتش ساخته شده است و توسط خداوند سام شین خلق می‌شود.

در فولکلور شرق آسیا، روباه ها به عنوان روحی که دارای قدرت جادویی است، نشان داده می شوند. این روباه ها موذی هستند و معمولاً افراد دیگر را فریب می دهند، با این توانایی میتوانند حتی خود را به ظاهر یک زن زیبا دربیآورند.
در چین این موجود هولی‌جینگ، در ژاپن کیتسونه و در کره گومیهو نام دارد.

## صنعت سرگرمی
از این شخصیت افسانه‌ای در فیلم، سریال، بازی و رمان های زیادی استفاده شده است. مانند:
- دورورو
- ناروتو
- شبح خبیث
- دوست‌دختر من یک گومیهو است
- هم‌اتاقی من یک گومیهو است
- کتاب خانواده گو
- لیگ خدایان
- لاوکرفت کانتری
- عشق، مرگ و ربات‌ها
- افسانه روباه نه دم
- سونیک پرایم
- اخرین جاودانه